# Brendan Dillon
Brendan Dillon (Dublin, 24 oktober 1918 –  Los Angeles, 15 maart 2011) was een Amerikaans acteur die sinds het midden van jaren 1950 tot begin jaren 1990 veelvuldig optrad in televisieseries. Ook speelde hij kleine rollen in televisiefilms en speelfilms.

## Filmografie
- Strike in Town (1955) - rol onbekend
- Strike in Town: Revised (1956) - rol onbekend
- First Performance (1956-1958, televisieserie) - rol onbekend
- Wait for Me (1957, televisiefilm) - Fowler
- Hawkeye and the Last of the Mohicans (1957, televisieserie, aflevering The Contest) - Travis
- Flaming Frontier (1958) - Store clerk
- Tidewater Tramp (1959-1962, televisieserie) - rol onbekend
- The Detectives Starring Robert Taylor (1960, televisieserie, aflevering The Little Witness) - Mort
- Surfside 6 (1961, televisieserie, aflevering The Wedding Guest) - Bertram Leach
- Thriller (1961, televisieserie, aflevering Letter to a Lover) - Coggins
- Shannon (1961, televisieserie, aflevering The Big Fish) - Klennon
- Alcoa Premiere (1961, televisieserie, aflevering The Fugitive Eye) - Officer
- Alcoa Premiere (1962, televisieserie, aflevering Guest in the House) - Mr. Widgery
- Route 66 (1962, televisieserie, aflevering From an Entrantress Fleeing) - Tommy
- Checkmate (1962, televisieserie, aflevering A Chant of Silence) - Father Thomas
- The Premature Burial (1962) - Minister
- Dr. Kildare (1963, televisieserie, aflevering A Place Among the Monuments) - Dr. Simmons
- The Virginian (1962-1963, televisieserie, 4 afleveringen) - Mr. Bemis
- Bonanza (1963, televisieserie, aflevering My Brother's Keeper) - Emmett Reardon
- Combat! (1963, televisieserie, aflevering The Quiet Warrior) - Williams
- Dennis the Menace (1963, televisieserie, aflevering Wilson's Allergy) - Cecil III
- The Wide Country (1963, televisieserie, aflevering The Care and Handling of Tigers) - Coppy Donovan
- The Dakotas (1963, televisieserie, aflevering Feud at Snake River) - Alf Hinds
- The Unsinkabele Molly Brown (1964) - Murphy
- The Alfred Hitchcock Hour (1964, televisieserie, aflevering Murder Case) - Collins
- My Fair Lady (1964) - Leading Man (niet op aftiteling)
- The Virginian (1964, televisieserie, aflevering A Man of the People) - James Aloysius Dolan
- Dr. Kildare (1964, televisieserie, aflevering The Elusive Dik-Dik) - Dr. Gault
- The Virginian (1964, televisieserie, aflevering The Thirty Days of Gavin Heath) - Oliphant
- Twelve O'Clock High (1964, televisieserie, aflevering Pressure Point) - Vicar of Archbury
- The Rogues (1965, televisieserie, aflevering Our Men in Marawat) - Quimby
- The Alfred Hitchcock Hour (1964-1965, televisieserie, 2 afleveringen) - Bartender
- Burke's Law (1965, televisieserie, aflevering Password to Death) - Kossler
- Convoy (1965, televisieserie, aflevering Lady on the Rock) - Commodore Morris
- The Big Valley (1965, televisieserie, aflevering Heritage) - Tim Hanrahan
- The Man from U.N.C.L.E. (1966, televisieserie, aflevering The King of Diamonds Affair) - Mr. Hayes
- Run for Your Life (1966, televisieserie, aflevering The Savage Machines) - Rudy
- Felony Squad (1966, televisieserie, aflevering Death of a Dream) - Bartender
- Daniel Boone (1966, televisieserie, aflevering The Loser's Race) - Timothy Stark
- The Time Tunnel (1966, televisieserie, aflevering Night of the Long Knives) - Col. Fettretch
- Voyage to the Bottom of the Sea (1967, televisieserie, aflevering The Fossil Men) - Captain Jacob Wren
- Bob Hope Presents the Chrysler Theatre (1967, televisieserie, aflevering Blind Man's Bluff) - Coroner
- The Killing of Sister George (1968) - Bert Turner
- The Guns of Will Sonnett (1969, televisieserie, aflevering The Trial) - Quillen
- The Molly Maguires (1970) - Mr. Dan Raines, Mary's Father
- Night Gallery (1971, televisieserie, aflevering Lone Survivor) - Lusitania Quartermaster
- Night Gallery (1971, televisieserie, aflevering Camera Obscura) - Amos Drucker
- The Hound of the Baskervilles (1972, televisiefilm) - Barrymore
- All in the Family (1971-1972, televisieserie, 5 afleveringen) - Barkeeper Kelcy's bar
- Barnaby Jones (1973, televisieserie, 2 afleveringen) - Butler
- Mannix (1973, televisieserie, aflevering To Quote a Dead Man) - Gully
- The Picture of Dorian Gray (1973, televisiefilm) - Victor
- The Island at the Top of the World (1974) - The Factor
- Lincoln (1974, televisieserie, aflevering The Unwilling Warrior) - rol onbekend
- The Dead Don't Die (1975, televisiefilm) - Prison Chaplain
- Bug (1975) - Charlie
- Barbary Coast (1975, televisieserie, aflevering Irish Luck) - Rollins
- Family (1976, televisieserie, aflevering Thursday's Child) - Mr. Bridges
- Young Pioneers' Christmas (1976, televisiefilm) - Doyle
- The 3,000 Mile Chase (1977, televisiefilm) - Ambrose Finn
- Baretta (1977, televisieserie, aflevering That Sister Ain't No Cousin) - Father Connelly
- Barnaby Jones (1977, televisieserie, aflevering Death Beat) - Jonathan Archet
- The Last Hurrah (1977, televisiefilm) - John Gorman
- Fantasy Island (1978, televisieserie, aflevering Superstar/Salem) - Goodfriend
- Movie Movie (1978) - Jury Foreman
- Backstairs at the White House (mini-serie, 1979) - Kearney
- Archie Bunker's Place (1983, televisieserie, aflevering The Boys' Night Out) - Klant
- The Dead (1987) - Cabman
- Dark Shadows (1991, televisieserie, 2 afleveringen) - Judge Isiah Braithwaite
- Fugitive Nights: Danger in the Desert (1993, televisiefilm) - Priester